# Campeonato Brasileño de Fútbol 1991
El Campeonato Brasileño de Serie A 1991 fue la  36.ª edición del Campeonato Brasileño de Serie A. El torneo se extendió desde el 2 de febrero de 1991 hasta el 9 de junio del corriente año. El club São Paulo FC ganó el campeonato, su tercer título a nivel nacional, tras haber logrado los títulos de 1977 y 1986.
Fue la segunda final consecutiva entre dos equipos del Estado de São Paulo. El São Paulo FC llegó por tercera temporada consecutiva hasta la final del torneo, logrando esta vez el título con una victoria y un empate contra Bragantino. El partido de vuelta de la final, jugada en la ciudad de Bragança Paulista, tuvo la menor asistencia de público a las finales de los campeonatos nacionales hasta la fecha, con poco más de 12 mil espectadores presentes.
Por cuarta temporada consecutiva, se mantuvo el sistema de ascenso y descenso recomendado por la FIFA. Por primera vez desde la creación del campeonato, dos certámenes seguidos tuvieron el número considerado ideal de clubes participantes (20). Fue también la fórmula más simple de desarrollo del campeonato hasta el momento, y todo indicaba que finalmente, el Campeonato Brasileño había llegado a su madurez institucional, pero el descenso del club Grêmio a la Serie B, causaría un nuevo desajuste entre las temporadas de 1992 y 1993. 

## Primera fase
- Los cuatro primeros clasificados avanzan a las semifinales del torneo.
| Pos | Equipo              | Pts | PJ | PG | PE | PP | GF | GC | Dif  |
| --- | ------------------- | --- | -- | -- | -- | -- | -- | -- | ---- |
| 1   | São Paulo           | 26  | 19 | 11 | 4  | 4  | 26 | 14 | 12   |
| 2   | Bragantino          | 26  | 19 | 9  | 8  | 2  | 27 | 14 | 13   |
| 3   | Fluminense          | 24  | 19 | 10 | 4  | 5  | 28 | 19 | 9    |
| 4   | Atlético Mineiro    | 24  | 19 | 8  | 8  | 3  | 28 | 19 | 9    |
| 5   | Corinthians         | 24  | 19 | 8  | 8  | 3  | 23 | 17 | 6    |
| 6   | Palmeiras           | 22  | 19 | 7  | 8  | 4  | 20 | 19 | 1    |
| 7   | Internacional       | 20  | 19 | 5  | 10 | 4  | 19 | 16 | 3    |
| 8   | Santos              | 19  | 19 | 7  | 5  | 7  | 23 | 20 | 3    |
| 9   | Flamengo            | 19  | 19 | 7  | 5  | 7  | 20 | 24 | - 4  |
| 10  | Portuguesa          | 19  | 19 | 5  | 9  | 5  | 14 | 15 | -1   |
| 11  | Vasco da Gama       | 19  | 19 | 4  | 11 | 4  | 22 | 26 | -4   |
| 12  | Botafogo            | 18  | 19 | 6  | 6  | 7  | 19 | 21 | -2   |
| 13  | Bahia               | 18  | 19 | 5  | 8  | 6  | 16 | 18 | -2   |
| 14  | Náutico Recife      | 17  | 19 | 7  | 3  | 9  | 19 | 25 | - 6  |
| 15  | Goiás               | 17  | 19 | 6  | 5  | 8  | 27 | 24 | 3    |
| 16  | Cruzeiro            | 16  | 19 | 5  | 6  | 8  | 23 | 28 | - 5  |
| 17  | Atlético Paranaense | 15  | 19 | 5  | 5  | 9  | 27 | 28 | - 1  |
| 18  | Sport Recife        | 13  | 19 | 4  | 5  | 10 | 15 | 30 | - 15 |
| 19  | Grêmio              | 12  | 19 | 3  | 6  | 10 | 15 | 24 | - 9  |
| 20  | Vitória             | 12  | 19 | 3  | 6  | 10 | 17 | 27 | - 10 |

## Fase final
|  | Semifinal        | Semifinal        | Semifinal  | Semifinal | Semifinal |   |           | Final     | Final | Final | Final | Final |
|  |                  |                  |            |           |           |   |           |           |       |       |       |       |
|  | Atlético Mineiro | Atlético Mineiro | 1          | 0         | 1         |   |           |           |       |       |       |       |
|  | São Paulo        | São Paulo        | 1          | 0         | 1         |   |           |           |       |       |       |       |
|  |                  |                  |            |           |           |   | São Paulo | São Paulo | 1     | 0     | 1     |       |
|  |                  | Bragantino       | Bragantino | 0         | 0         | 0 |           |           |       |       |       |       |
|  | Fluminense       | Fluminense       | 0          | 1         | 1         |   |           |           |       |       |       |       |
|  | Bragantino       | Bragantino       | 1          | 1         | 2         |   |           |           |       |       |       |       |

### Final
| 5 de junio de 1991 | São Paulo        | 1 – 0   | Bragantino | Estadio Morumbi, São Paulo,                                           |                                                                       |
|                    | Mário Tilico 49' | Reporte |            | Asistencia: 67,759 espectadores Árbitro(s): Márcio Rezende de Freitas | Asistencia: 67,759 espectadores Árbitro(s): Márcio Rezende de Freitas |

| 9 de junio de 1991 | Bragantino | 0 – 0   | São Paulo | Estadio Marcelo Stéfani, Bragança Paulista,                     |                                                                 |
|                    |            | Reporte |           | Asistencia: 12,492 espectadores Árbitro(s): José Roberto Wright | Asistencia: 12,492 espectadores Árbitro(s): José Roberto Wright |

- São Paulo FC campeón del torneo clasifica a Copa Libertadores 1992.

|                                     |
| Bandera del estado de São Paulo     |
| Campeón São Paulo F. C. 3.er título |

## Posiciones finales
- Dos puntos por victoria y uno por empate, los dos últimos clasificados descienden a la Serie-B.
| Pos | Equipo              | Pts | PJ | PG | PE | PP | GF | GC | Dif  |
| --- | ------------------- | --- | -- | -- | -- | -- | -- | -- | ---- |
| 1   | São Paulo           | 31  | 23 | 12 | 7  | 4  | 28 | 15 | 13   |
| 2   | Bragantino          | 30  | 23 | 10 | 10 | 3  | 29 | 16 | 13   |
| 3   | Atlético Mineiro    | 26  | 21 | 8  | 10 | 3  | 29 | 20 | 9    |
| 4   | Fluminense          | 25  | 21 | 10 | 5  | 6  | 29 | 21 | 8    |
| 5   | Corinthians         | 24  | 19 | 8  | 8  | 3  | 23 | 17 | 6    |
| 6   | Palmeiras           | 22  | 19 | 7  | 8  | 4  | 20 | 19 | 1    |
| 7   | Internacional       | 20  | 19 | 5  | 10 | 4  | 19 | 16 | 3    |
| 8   | Santos              | 19  | 19 | 7  | 5  | 7  | 23 | 20 | 3    |
| 9   | Flamengo            | 19  | 19 | 7  | 5  | 7  | 20 | 24 | - 4  |
| 10  | Portuguesa          | 19  | 19 | 5  | 9  | 5  | 14 | 15 | -1   |
| 11  | Vasco da Gama       | 19  | 19 | 4  | 11 | 4  | 22 | 26 | -4   |
| 12  | Botafogo            | 18  | 19 | 6  | 6  | 7  | 19 | 21 | -2   |
| 13  | Bahia               | 18  | 19 | 5  | 8  | 6  | 16 | 18 | -2   |
| 14  | Náutico Recife      | 17  | 19 | 7  | 3  | 9  | 19 | 25 | - 6  |
| 15  | Goiás               | 17  | 19 | 6  | 5  | 8  | 27 | 24 | 3    |
| 16  | Cruzeiro            | 16  | 19 | 5  | 6  | 8  | 23 | 28 | - 5  |
| 17  | Atlético Paranaense | 15  | 19 | 5  | 5  | 9  | 27 | 28 | - 1  |
| 18  | Sport Recife        | 13  | 19 | 4  | 5  | 10 | 15 | 30 | - 15 |
| 19  | Grêmio              | 12  | 19 | 3  | 6  | 10 | 15 | 24 | - 9  |
| 20  | Vitória             | 12  | 19 | 3  | 6  | 10 | 17 | 27 | - 10 |

## Goleadores
| Pos. | Jugador          | Club                | Goles |
| ---- | ---------------- | ------------------- | ----- |
| 1    | Paulinho McLaren | Santos              | 15    |
| 2    | Túlio Costa      | Goias               | 13    |
| 3    | Charles          | Cruzeiro            | 11    |
| 3    | Neto             | Corinthians         | 11    |
| 5    | Bizu             | Náutico Recife      | 10    |
| 5    | Ézio             | Fluminense          | 10    |
| 7    | Gérson           | Atlético Mineiro    | 9     |
| 7    | Silvio           | Bragantino          | 9     |
| 9    | Tico             | Atlético Paranaense | 8     |
| 10   | Andrezinho       | Atlético Paranaense | 7     |
| 10   | Raí              | Sao Paulo           | 7     |
| 10   | Sorato           | Vasco da Gama       | 7     |